# Michael Essien
Pour les articles homonymes, voir Essien.
Michael Essien, né le 3 décembre 1982 à Accra (Ghana), est un footballeur international ghanéen qui évolue au poste de milieu de terrain, il a marqué les esprits au Chelsea FC où il est élu joueur de l'année en 2007.

## Carrière

### SC Bastia
Jeune du Liberty FC Accra, il est repéré lors du Championnat du monde juniors par Manchester United, mais signe finalement en 2000, suivant les conseils de Fabien Piveteau, au club corse du SC Bastia, qui évolue alors en Division 1. Il débute en Division 1 le 30 septembre 2000.
À son arrivée au club, l'entraineur Frédéric Antonetti lui fait rapidement confiance alors qu'il n'a que 18 ans. Il joue trois ans au SC Bastia, explosant aux yeux de tous. Alors qu'il devait partir au mercato d'hiver 2003, il reste finalement six mois de plus en Corse avant de rejoindre l'Olympique lyonnais, champion de France en titre, pour une somme de 11,75 M€.

### Olympique lyonnais
Courtisé par le PSG à l'été 2003, il choisit finalement l'Olympique lyonnais, qui domine alors le Championnat de France, et se fait ainsi connaitre de toute l'Europe. Sous les ordres de Paul Le Guen, il remporte deux titres de Champion de France, deux Trophées des champions et fait ses premières armes en Ligue des champions.
À ce moment-là, il forme avec Mahamadou Diarra et Juninho l'un des meilleurs milieux de terrain d'Europe. En effet, il atteint avec l'OL par deux fois les quarts de finale de la Ligue des champions, et participe en particulier lors de la saison 2004-05 à un match mémorable de huitième de finale remporté sur le score de 7 buts à 2 contre le champion d'Allemagne en titre, le Werder Brême.
Ses performances sont telles qu'il reçoit pour la saison 2004-05 le trophée UNFP de meilleur joueur de Ligue 1 (ce trophée compte à son palmarès des joueurs illustres tel que Zinédine Zidane, David Ginola, Didier Drogba, Karim Benzema ou encore Eden Hazard).
Michael Essien est courtisé par le Russe Roman Abramovitch et son club londonien de Chelsea. le président lyonnais Jean-Michel Aulas exige 50 millions d'euros d'indemnités ainsi que la venue de Tiago pour libérer son joueur. Finalement, Michael Essien quitte officiellement le 16 août 2005 l'équipe de Lyon et rejoint l'effectif de Chelsea pour une durée de cinq ans et un montant record de 38 millions d'euros,.

### Chelsea FC

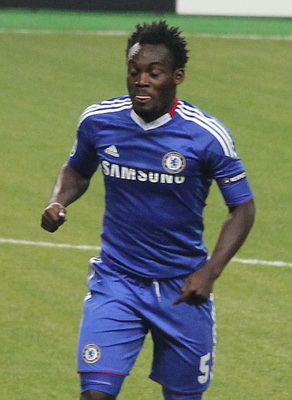
Michael Essien (2010)

À Chelsea, il devient rapidement un titulaire indiscutable, grâce à ses qualités de joueur mais aussi à sa polyvalence (il peut jouer milieu défensif, défenseur central et arrière droit). En 2006, il se fait remarquer en marquant un but magnifique des 28 mètres contre Arsenal, et un an plus tard, en 2007, il est élu meilleur joueur de Chelsea.
En 2008, il est finaliste de la Ligue des champions contre Manchester United (défaite 1-1, 6-5 aux tirs au but). Titulaire à un poste inhabituel de latéral droit, il souffre en finale face à Cristiano Ronaldo, mais est à l'origine du but de son coéquipier Frank Lampard (45e minute). La même année, il obtient la reconnaissance continentale en étant élu Joueur africain de l'année, mais subit une grave blessure qui l'éloigne des terrains de septembre 2008 à mars 2009.
Il fait un retour tonitruant d'abord face à la Juventus puis contre Manchester City : il marque dans les deux matchs et en plus est élu homme du match dans le second.
Le 6 mai 2009, lors de la demi-finale retour de la Ligue des champions face au FC Barcelone, il inscrit un but mémorable : une reprise de volée du pied gauche, à environ une vingtaine de mètres du but catalan, qui va toucher la transversale avant de finir sa course au fond des filets Mais dans les dernières minutes du match, il manque un ballon à dégager dans la surface de réparation en frappant à côté. Le ballon arrive à Lionel Messi puis Andrés Iniesta qui l'envoie d'une belle frappe dans les cages de Petr Čech. Chelsea est éliminé.
En juillet 2011, Essien se blesse au genou, et est éloigné une fois de plus des terrains pendant près de six mois.
Le 19 mai 2012, il remporte la Ligue des champions en battant le Bayern Munich en finale.

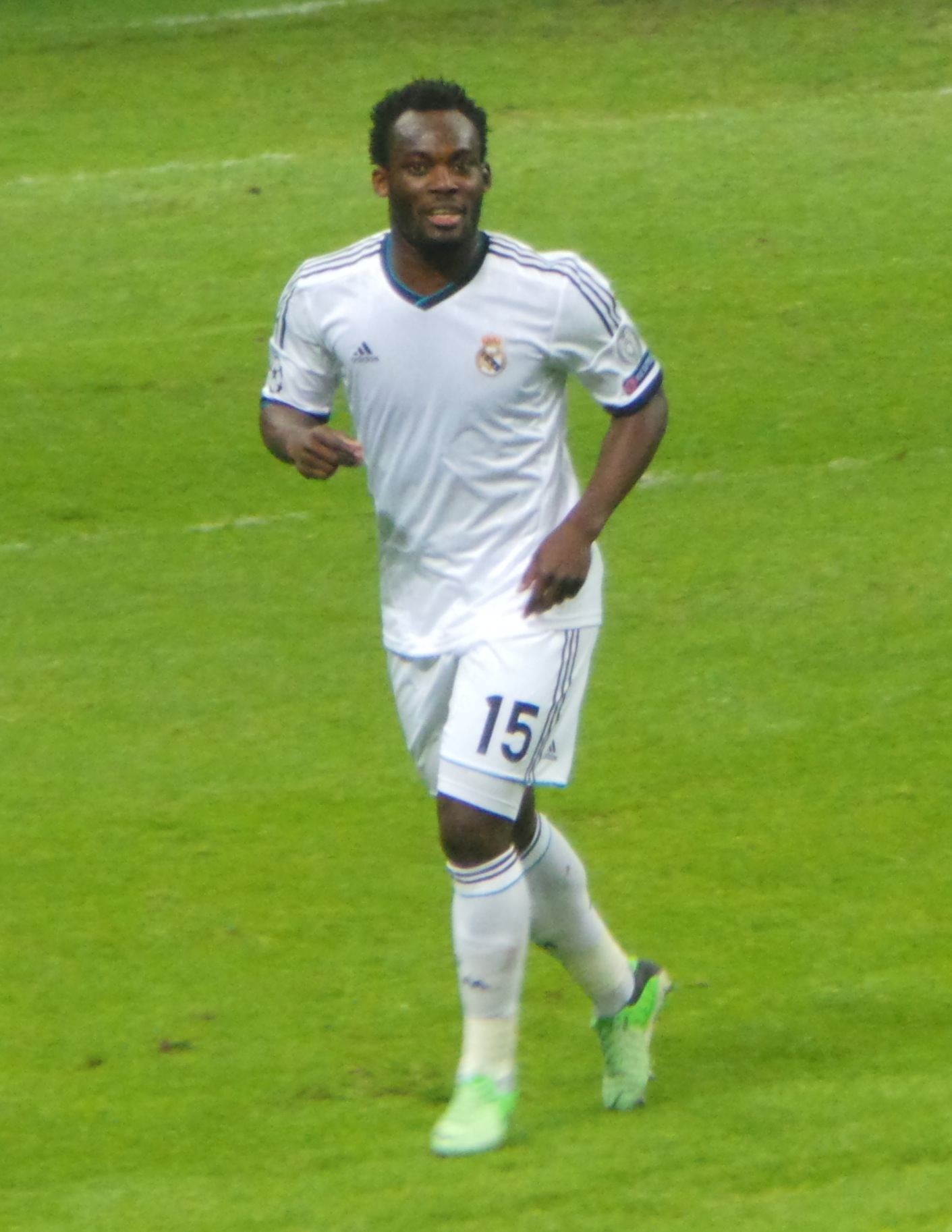
Essien Real Madrid

### Prêt au Real Madrid
Le 31 août 2012, en manque de temps de jeu à Londres, Essien est prêté pour une saison avec option d'achat au Real Madrid, et retrouve ainsi son ancien entraîneur en la personne de José Mourinho qui dirigea Chelsea de 2004 à septembre 2007. Il inscrit son premier but sous ses nouvelles couleurs face au Real Saragosse le 3 novembre 2012. Malgré de bonnes performances, le Real Madrid ne lève pas l'option d'achat et Essien retourne à Chelsea à la fin de la saison.

### AC Milan, Panathinaïkos, Persib de Bandung et Sabail FK
Le 27 janvier 2014, après six premiers mois durant lesquelles il n'a participé qu'à cinq matchs avec Chelsea, dont deux comme titulaires, l'AC Milan annonce que Michael Essien rejoint le club italien jusqu'en juin 2015. Le montant du transfert est inconnu. Après avoir disputé 22 rencontres avec l'AC Milan, il signe au Panathinaïkos, en Grèce. Il y dispute 13 rencontres et y marque un but. En mars 2017, il signe au club indonésien du Persib Bandung. Il inscrit cinq buts en vingt-neuf matchs avant d'être libéré de son contrat en mars 2018.
Le 15 mars 2019, Essien s'engage pour un an et demi avec le club azerbaïdjanais du Sabail FK.

## Statistiques
| Saison                | Club                  | Championnat           | Championnat | Championnat | Coupe nationale | Coupe nationale | Coupe de la Ligue | Coupe de la Ligue | Supercoupe | Supercoupe | Compétition(s) continentale(s) | Compétition(s) continentale(s) | Compétition(s) continentale(s) | Total | Total |
| Saison                | Club                  | Division              | M.          | B.          | M.              | B.              | M.                | B.                | M.         | B.         | Comp.                          | M.                             | B.                             | M.    | B.    |
| 2000-2001             | SC Bastia             | Ligue 1               | 13          | 1           | 1               | 0               | 1                 | 0                 | -          | -          | -                              | -                              | -                              | 15    | 1     |
| 2001-2002             | SC Bastia             | Ligue 1               | 24          | 4           | 6               | 1               | 0                 | 0                 | -          | -          | -                              | -                              | -                              | 30    | 5     |
| 2002-2003             | SC Bastia             | Ligue 1               | 29          | 6           | 1               | 0               | 1                 | 0                 | -          | -          | -                              | -                              | -                              | 31    | 6     |
| Sous-total            | Sous-total            | Sous-total            | 66          | 11          | 8               | 1               | 2                 | 0                 | -          | -          | -                              | -                              | -                              | 76    | 12    |
| 2003-2004             | Olympique lyonnais    | Ligue 1               | 34          | 3           | 2               | 0               | 1                 | 0                 | 1          | 1          | C1                             | 8                              | 0                              | 46    | 4     |
| 2004-2005             | Olympique lyonnais    | Ligue 1               | 37          | 4           | 1               | 0               | 1                 | 0                 | 1          | 0          | C1                             | 10                             | 5                              | 50    | 9     |
| Sous-total            | Sous-total            | Sous-total            | 71          | 7           | 3               | 0               | 2                 | 0                 | 2          | 1          | -                              | 18                             | 5                              | 96    | 13    |
| 2005-2006             | Chelsea FC            | PL                    | 31          | 2           | 4               | 0               | 1                 | 0                 | 0          | 0          | C1                             | 6                              | 0                              | 42    | 2     |
| 2006-2007             | Chelsea FC            | PL                    | 33          | 2           | 5               | 1               | 6                 | 1                 | 1          | 0          | C1                             | 10                             | 2                              | 55    | 6     |
| 2007-2008             | Chelsea FC            | PL                    | 27          | 6           | 2               | 0               | 4                 | 0                 | 1          | 0          | C1                             | 12                             | 0                              | 46    | 6     |
| 2008-2009             | Chelsea FC            | PL                    | 11          | 1           | 3               | 0               | 0                 | 0                 | -          | -          | C1                             | 5                              | 2                              | 19    | 3     |
| 2009-2010             | Chelsea FC            | PL                    | 14          | 3           | 0               | 0               | 1                 | 0                 | 1          | 0          | C1                             | 6                              | 1                              | 22    | 4     |
| 2010-2011             | Chelsea FC            | PL                    | 33          | 2           | 2               | 0               | 0                 | 0                 | 1          | 0          | C1                             | 8                              | 1                              | 44    | 3     |
| 2011-2012             | Chelsea FC            | PL                    | 14          | 0           | 3               | 0               | 0                 | 0                 | -          | -          | C1                             | 2                              | 0                              | 19    | 0     |
| 2013-2014             | Chelsea FC            | PL                    | 5           | 0           | 1               | 0               | 3                 | 0                 | -          | -          | C1                             | -                              | -                              | 9     | 0     |
| Sous-total            | Sous-total            | Sous-total            | 168         | 16          | 20              | 1               | 15                | 1                 | 4          | 0          | -                              | 49                             | 6                              | 256   | 24    |
| 2012-2013             | Real Madrid (prêt)    | Liga                  | 21          | 2           | 7               | 0               | -                 | -                 | -          | -          | C1                             | 7                              | 0                              | 35    | 2     |
| Sous-total            | Sous-total            | Sous-total            | 21          | 2           | 7               | 0               | -                 | -                 | -          | -          | -                              | 7                              | 0                              | 35    | 2     |
| 2013-2014             | AC Milan              | Serie A               | 7           | 0           | -               | -               | -                 | -                 | -          | -          | C1                             | 2                              | 0                              | 9     | 0     |
| 2014-2015             | AC Milan              | Serie A               | 13          | 0           | 0               | 0               | -                 | -                 | -          | -          | -                              | -                              | -                              | 13    | 0     |
| Sous-total            | Sous-total            | Sous-total            | 20          | 0           | -               | -               | -                 | -                 | -          | -          | -                              | 2                              | 0                              | 22    | 0     |
| 2015-2016             | Panathinaïkos         | Superleague           | 13          | 1           | 3               | 0               | -                 | -                 | -          | -          | -                              | -                              | -                              | 16    | 1     |
| Sous-total            | Sous-total            | Sous-total            | 13          | 1           | 3               | 0               | -                 | -                 | -          | -          | -                              | -                              | -                              | 16    | 1     |
| 2017                  | Persib Bandung        | Liga 1                | 29          | 5           | -               | -               | -                 | -                 | -          | -          | -                              | -                              | -                              | 29    | 5     |
| Sous-total            | Sous-total            | Sous-total            | 29          | 5           | -               | -               | -                 | -                 | -          | -          | -                              | -                              | -                              | 29    | 5     |
| 2018-2019             | Sabail FK             | Premyer Liqası        | 4           | 0           | 1               | 0               | -                 | -                 | -          | -          | -                              | -                              | -                              | 5     | 0     |
| 2019-2020             | Sabail FK             | Premyer Liqası        | 10          | 0           | -               | -               | -                 | -                 | -          | -          | C3                             | 1                              | 0                              | 11    | 0     |
| Sous-total            | Sous-total            | Sous-total            | 14          | 0           | 1               | 0               | -                 | -                 | -          | -          | -                              | 1                              | 0                              | 16    | 0     |
| Total sur la carrière | Total sur la carrière | Total sur la carrière | 402         | 42          | 42              | 2               | 19                | 1                 | 6          | 1          | -                              | 77                             | 11                             | 546   | 57    |

## Palmarès

### En club
- SC Bastia
  - Finaliste de la Coupe de France en 2002.

- Olympique lyonnais
  - Champion de France en 2004 et 2005.
  - Vainqueur du Trophée des champions en 2003 et 2004.

- Chelsea FC
  - Champion d'Angleterre en 2006 et 2010.
  - Vainqueur de la Ligue des champions en 2012.
  - Vainqueur de la Coupe d'Angleterre en 2007, 2009, 2010 et 2012.
  - Vainqueur de la Coupe de la Ligue anglaise en 2007.
  - Vainqueur du Community Shield en 2009.
  - Vice-champion d'Angleterre en 2007, 2008 et 2011.
  - Finaliste de la Ligue des champions en 2008.
  - Finaliste de la Coupe de la Ligue anglaise en 2008.

- Real Madrid
  - Vice-Champion d'Espagne en 2013.
  - Finaliste de la Coupe d'Espagne en 2013.

## Distinctions personnelles
- En 2003 :
  - Membre de l'équipe-type de Ligue 1
- En 2004 :
  - Trophée du joueur du mois UNFP en octobre
- En 2005 :
  - 22e au Ballon d'or
  - Trophée UNFP du meilleur joueur de Ligue 1
  - Membre de l'équipe-type de Ligue 1
  - Membre de l'équipe-type de l'année de la Confédération africaine de football
- En 2006 :
  - Membre de l'équipe-type de l'année de la Confédération africaine de football
  - Footballeur africain de l'année (BBC)
- En 2007 :
  - Membre de l'équipe-type de l'année de la Confédération africaine de football
  - 24eme au Ballon d'or
- En 2008 :
  - Membre de l'équipe-type de la Coupe d'Afrique des nations .
- En 2009 :
  - Membre de l'équipe-type de l'année de la Confédération africaine de football